# Leptosporomyces globosus
Leptosporomyces globosus är en svampart som beskrevs av S.S. Rattan 1977. Leptosporomyces globosus ingår i släktet Leptosporomyces och familjen Atheliaceae.   Inga underarter finns listade i Catalogue of Life.